# Spurkenbach

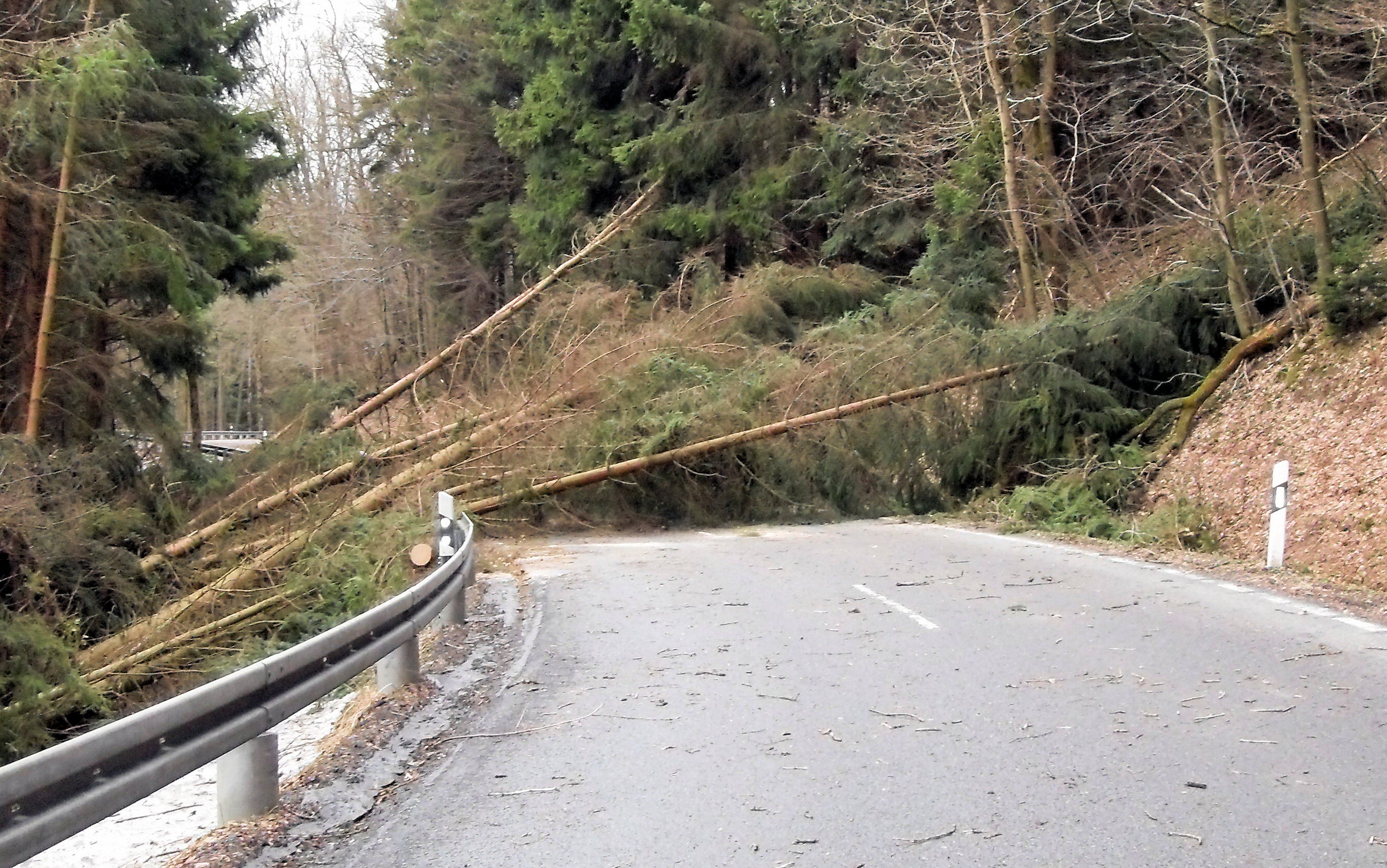
B 256 bei Spurkenbach während des Orkans Xynthia am 28. Februar 2010

Spurkenbach ist eine Ortschaft in der Stadt Waldbröl im Oberbergischen Kreis im südlichen Nordrhein-Westfalen (Deutschland) innerhalb des Regierungsbezirks Köln.

## Lage und Beschreibung
Der Ort liegt  4,9 Kilometer südlich des Stadtzentrums von Waldbröl.

## Geschichte

### Erstnennung
1454  wurde der Ort das erste Mal urkundlich erwähnt und zwar "Zu den bei den bergischen Raubzügen gebrandschatzten Höfen gehörte zo der Roe"
Schreibweise der Erstnennung: Spurkinbach

## Freizeit

### Wander- und Radwege
Von Spurkenbach gehen folgende Wanderwege aus:
| Rund-/Wanderweg | Wegzeichen | Wegstrecke                                                                      | Weglänge |
| Rundwanderweg   | A1         | Spurkenbach – Mühlenbach – westlich Schönenbach – westlich Seifen – Spurkenbach | 4,1 km   |
| Rundwanderweg   | A2         | Spurkenbach – Mühlenbach – Spurkenbach                                          | 3,2 km   |
| Rundwanderweg   | A3         | Spurkenbach – Schönenbach – Wies – Krawinkel – östlich Grunewald – Spurkenbach  | 5 km     |
| Rundwanderweg   | A4         | Spurkenbach – östlich Hahnenbach – westlich Mühlenbach – Spurkenbach            | 5,5 km   |

## Bus- und Bahnverbindungen

### Linienbus
Haltestelle: Spurkenbach
- 342 Waldbröl, Windeck-Schladern  (OVAG)

|  |  |

## Belege
1. ↑  Klaus Pampus: Urkundliche Erstnennungen oberbergischer Orte (= Beiträge zur Oberbergischen Geschichte. Sonderbd. 1). Oberbergische Abteilung 1924 e. V. des Bergischen Geschichtsvereins, Gummersbach 1998, ISBN 3-88265-206-3.